# II wojna bałkańska
II wojna bałkańska (29 czerwca – 10 sierpnia 1913) – konflikt zbrojny pomiędzy Bułgarią a Serbią i jej sojusznikami: (Grecją, Czarnogórą, Rumunią) oraz walczącym przeciwko Bułgarii Imperium Osmańskim.

## Historia
W niespełna miesiąc po zakończeniu I wojny bałkańskiej konflikt na Bałkanach rozgorzał na nowo. Tym razem sojusznicy z Ligi Bałkańskiej zaczęli kłócić się o podział zdobytych terytoriów. Wojna wybuchła po zerwaniu przez cara bułgarskiego Ferdynanda I pertraktacji z Serbią na temat nowego podziału Macedonii. W nocy z 29/30 czerwca 1913 roku, na granicach, Bułgarzy zaatakowali jednocześnie Greków i Serbów, a wypoczywający gościnnie w Salonikach bułgarski pułk wywołał tam powstanie bułgarskiej części ludności miasta. Serbom z pomocą pospieszyli Czarnogórcy, a po kilku dniach Bułgarię zaatakowała Rumunia (żądająca południowej Dobrudży) i Turcja. Bułgarzy, po bardzo ciężkich walkach, wkrótce musieli się cofnąć. Grecy oraz niebułgarscy Słowianie zarzucają im przy tym popełnienie masowych zbrodni wojennych na ludności cywilnej. Wobec ciężkich porażek militarnych, Bułgarzy w krótkim czasie poprosili o pokój. Odbyło się to dzięki mediacjom rosyjskim.
10 sierpnia 1913 roku podpisano w Bukareszcie traktat pokojowy, w myśl którego Rumunia przejęła południową Dobrudżę, Serbia część dotychczasowej Macedonii bułgarskiej, Grecja utrzymała Macedonię Zachodnią i Centralną oraz uzyskała jeszcze Macedonię Wschodnią. Osobny układ zawarły (29 września 1913) Turcja i Bułgaria, która utraciła zajęte w I wojnie bałkańskiej obszary Tracji Wschodniej. Turcja odzyskała m.in. Adrianopol. Układy pokojowe przypieczętowane zostały po I wojnie światowej wzajemnymi wymianami ludności, nadzorowanymi bezpośrednio przez personel Ligi Narodów, zrealizowanymi w latach 1923–1930, jako jeden z owoców traktatu lozańskiego i na podobnych zasadach jak wymiana ludności między Grecją a Turcją.

## Bibliografia

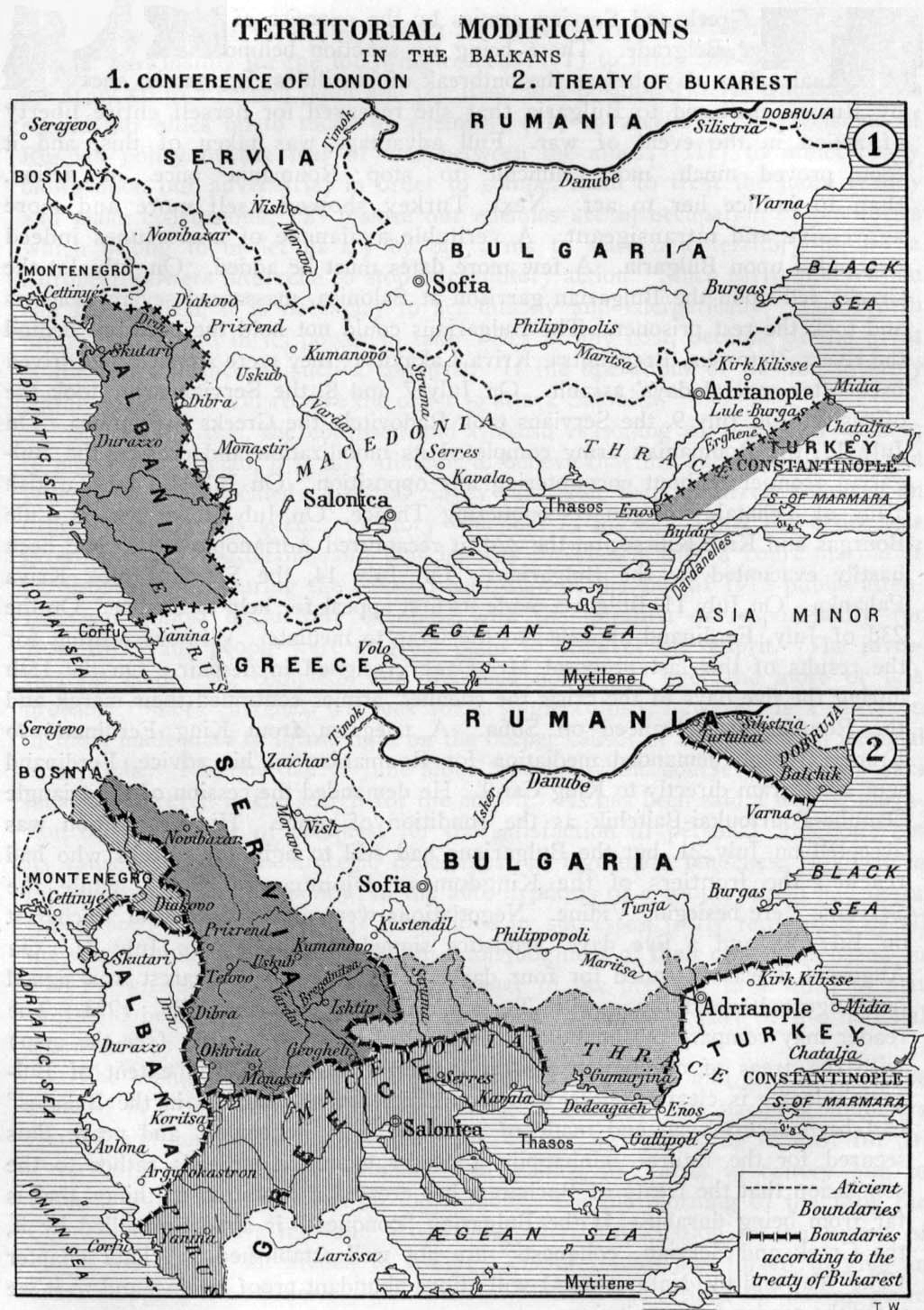
Zmiana granic na Bałkanach dokonana ostatecznie w wyniku wojen bałkańskich. Górna mapa przedstawia Bałkany przed obiema wojnami oraz, dodatkowo, zaznaczono na niej granicę bułgarsko-turecką po I wojnie bałkańskiej (linia Enez-Midye). Mapa nie przedstawia zajęcia przez Grecję większości wysp Morza Egejskiego (oprócz Dodekanezu)